# Gul nattskatta
Gul nattskatta (Solanum villosum) är en växtart i familjen potatisväxter.